# Eleição presidencial da França em 2012
A décima eleição presidencial da Quinta República Francesa em 2012 foi realizada no primeiro turno em 22 de abril e a 6 de maio no segundo turno. O presidente eleito recebe um mandato de cinco anos.
O primeiro turno, realizado em 22 de abril, terminou virtualmente empatado entre Nicolas Sarkozy e François Hollande, pois nenhum dos dois obteve os votos necessários para ser eleito. O segundo turno foi realizado em 6 de maio, e no mesmo dia a apuração das urnas apontou Hollande como novo presidente da França, eleito com 51,63% dos votos.

## Processo eleitoral
O presidente da República Francesa é eleito para um mandato de cinco anos por um escrutínio majoritário (50%+1) com dois turnos, ou seja, uma primeira votação com todos os candidatos representados por seus respectivos partidos, e se nenhum dos candidatos obtiver a maioria dos votos, duas semanas após o primeiro escrutínio, ocorre uma nova votação com os dois candidatos mais votados. De acordo com a reforma constitucional de 23 de julho de 2008, que limita o período na Presidência até dois mandatos consecutivos, Nicolas Sarkozy, Presidente da República Francesa desde 2007, é elegível para concorrer a um segundo mandato de cinco anos. O candidato eleito tomará posse em 17 de maio.
O voto na França não é obrigatório, sendo que para ter este direito é preciso ter nacionalidade francesa, idade mínima de 18 anos e estar inscrito nas listas eleitorais, que somam atualmente 44 milhões de pessoas. Os políticos que quiserem se candidatar para a eleição presidencial francesa devem ter no mínimo 18 anos (até 2011, a idade mínima era de 23 anos) e precisam recolher 500 assinaturas de prefeitos eleitos.

### Apresentação de assinaturas
Os candidatos declarados à eleição presidencial tiveram até sexta-feira, 16 de março de 2012 para apresentar suas 500 parrainages (assinaturas de apoio de prefeitos franceses para o conselho constitucional).
Depois de verificar a conformidade destas assinaturas por parte do Conselho, a lista de candidatos oficiais da eleição presidencial foi publicado no Jornal Oficial da terça-feira 20 de março de 2012, em uma ordem estabelecida por sorteio para ser respeitado durante toda a campanha oficial.
Na quarta-feira, 7 de março de 2012, Nathalie Arthaud anunciou que conseguiu 521 assinaturas. Na quinta-feira, 8 de março de 2012, Jacques Cheminade anunciou 538 assinaturas. Na terça-feira, 13 de março, Philippe Poutou afirmou ter "entre 520 e 530 formulários oficiais", e Marine Le Pen disse em um comício em Hénin-Beaumont que conseguiu reunir um número suficiente de assinaturas para se tornar candidata. Na quarta-feira, 14 de março, Nicolas Dupont-Aignan alegou a apresentação de 708 assinaturas ao conselho constitucional. Na quinta-feira, 15 de março, Eva Joly disse ter apresentado 639 assinaturas, e Jean-Luc Mélenchon anunciou que recebeu cerca de 1 100 assinaturas.

### Campanha oficial
A campanha oficial começou na terça-feira, 20 de março. No entanto, o início da campanha oficial foi interrompida por uma série de assassinatos em Toulouse e Montauban, e os candidatos declararam a suspensão da campanha, com exceção de François Bayrou e Jean-Luc Mélenchon. De acordo com Jean-Luc Mélenchon, a continuação da campanha é "um ato de resistência moral, intelectual e afetiva".
Nos trinta dias que antecedem o primeiro turno, todos os candidatos possuem o mesmo espaço conforme a lei. Assim, a mídia até então controlada pelos dois grandes partidos (PS e UMP) deve ser equilibrado com os pequenos. Os programas políticos e de generalidades, nas rádios e TVs, são obrigados a contar o tempo de intervenção de cada concorrente. O Conselho Superior Audiovisual define as regras para garantir a pluralidade da expressão política, determinando o tempo das intervenções, as análises e reportagens políticas. A imprensa escrita não está submetida a este tipo de regulamentação. Os candidatos são livres para criar acessos à comunicação virtual. Entretanto, na véspera das eleições todos os sites montados por eles são fechados.
Os meios de comunicação se empenharam no destino do presidente Nicolas Sarkozy, que chegou a dizer que se perdesse a eleição, deixaria a política.

## Candidatos
| \| \| \| \| \| \| \| \| \| \| \| \| \| Eva Joly \| Marine Le Pen \| Nicolas Sarkozy \| Jean-Luc Mélenchon \| Philippe Poutou \| \| Europa Ecologia - Os Verdes (Europe Écologie Les Verts)[a] \| Frente Nacional (Front national)b \| União por um Movimento Popular (Union pour un mouvement populaire)[c] \| Frente de Esquerda (Front de gauche)[d] \| Novo Partido Anticapitalista (Nouveau Parti Anticapitaliste) \| \| \| \| \| \| \| \| \| \| \| \| \| \| Nathalie Arthaud \| Jacques Cheminade \| François Bayrou \| Nicolas Dupont-Aignan \| François Hollande \| \| Luta Operária (Lutte ouvrière) \| Solidariedade e Progresso (Solidarité et Progrès) \| Movimento Democrático (Mouvement démocrate)[e] \| Levantar a República (Debout la République)[f] \| Partido Socialista (Parti socialiste)[g] \| | Notas - a Apoiado por Mouvement écologiste indépendant, Fédération régions et peuples solidaires. - b Apoiado por Rassemblement pour l'indépendance et la souveraineté de la France, Souveraineté, indépendance et libertés. - c Apoiado por Chasse, pêche, nature et traditions, Nouveau Centre, Parti chrétien-démocrate, La Gauche moderne, Les Progressistes, Le Chêne, Convention démocrate. - d Coligação composta por Parti Communiste Français, Parti de gauche, Europe Écologie Les Verts, Gauche unitaire, République et socialisme, Convergences et alternative, Parti communiste des ouvriers de France, Fédération pour une alternative sociale et écologique. Apoiado por Les Alternatifs, Organisation de Femmes Egalité, Mouvement politique d'éducation populaire, Rassemblement des cercles communistes, Europe-Liberté, Alternative démocratie socialisme. |                                                                       |                                                |                                                              |
| | |                                                                       |                                                |                                                              |
| | |                                                                       |                                                |                                                              |
| Eva Joly | Marine Le Pen | Nicolas Sarkozy                                                       | Jean-Luc Mélenchon                             | Philippe Poutou                                              |
| Europa Ecologia - Os Verdes (Europe Écologie Les Verts)[a] | Frente Nacional (Front national)b | União por um Movimento Popular (Union pour un mouvement populaire)[c] | Frente de Esquerda (Front de gauche)[d]        | Novo Partido Anticapitalista (Nouveau Parti Anticapitaliste) |
| | |                                                                       |                                                |                                                              |
| | |                                                                       |                                                |                                                              |
| Nathalie Arthaud | Jacques Cheminade | François Bayrou                                                       | Nicolas Dupont-Aignan                          | François Hollande                                            |
| Luta Operária (Lutte ouvrière) | Solidariedade e Progresso (Solidarité et Progrès) | Movimento Democrático (Mouvement démocrate)[e]                        | Levantar a República (Debout la République)[f] | Partido Socialista (Parti socialiste)[g]                     |

### Eva Joly
Eva Joly, de 68 anos, é a primeira candidata estrangeira a Presidência na história da França. Ela é franco-norueguesa, e se naturalizou como francesa depois de se casar com um francês. Vive na Fraça desde os 18 anos de idade. Tornou-se juíza aos 37 anos, sendo que ficou famosa na década de 1990 após denunciar crimes do colarinho branco. Venceu as primárias do partido Europa Ecologia-Os Verdes, que teve os seguintes resultados:
| Candidatos   | Candidatos      | Partido      | Primeiro turno | Primeiro turno       | Segundo turno | Segundo turno |
| Candidatos   | Candidatos      | Partido      | Votos          | %                    | Votos         | %             |
| ------------ | --------------- | ------------ | -------------- | -------------------- | ------------- | ------------- |
|              | Eva Joly        | EELV         | 12 571         | 49,74                | 13 223        | 58,16         |
|              | Nicolas Hulot   | —            | 10 163         | 40,22                | 9 399         | 41,34         |
|              | Henri Stoll     | EELV         | 1 269          | 5,02                 |               |               |
|              | Stéphane Lhomme | —            | 1 172          | 4,64                 |               |               |
|              | Brancos         | Brancos      | 94             | 0,37                 | 112           | 0,49          |
|              |                 |              |                |                      |               |               |
| Inscritos    | Inscritos       | Inscritos    | 32 896         | 100                  | 32 896        | 100           |
| Participação | Participação    | Participação | 25 437         | 77,33                | 22 896        | 69,49         |
| Abstenção    | Abstenção       | Abstenção    | 7 408          | 22,67                |               |               |
| Expressos    | Expressos       | Expressos    | 25 274         | 99,36 (dos votantes) |               |               |
| Nulos        | Nulos           | Nulos        | 163            | 0,64 (dos votantes)  |               |               |

Em sua campanha eleitoral com o slogan "A ecologia, a verdadeira mudança" pela coligação Europa Ecologia-Os Verdes, ela defende uma ecologia de combate e pragmática. Exerce a função de deputada do Parlamento Europeu. Defende a moralização da vida política e propõe o abandono progressivo da energia nuclear em benefício das energias renováveis.

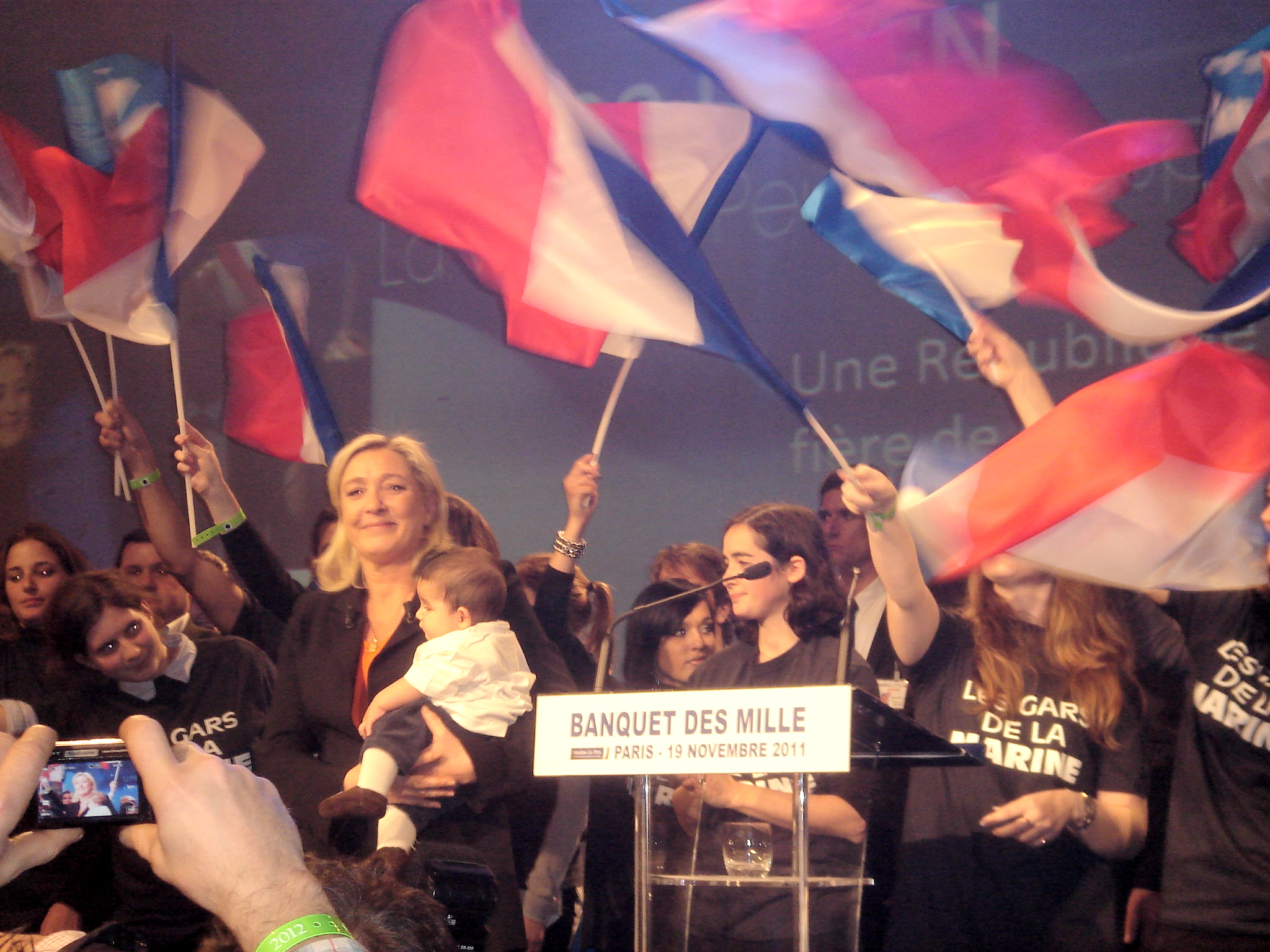
Marine Le Pen em campanha em Paris em 19 de novembro de 2011.

### Marine Le Pen
Marine Le Pen, de 43 anos, é advogada, considerada pela metade da população como sendo uma candidata de extrema-direita nacionalista e xenófoba e pela outra metade como uma patriota de direita que defende os valores tradicionais. Seu pai, Jean-Marie Le Pen, criou em 1972 o partido Frente Nacional, pelo qual ela é candidata. Exerce a função de deputada do Parlamento Europeu. Defende o abandono do euro e da União Europeia, e a expulsão dos imigrantes. Realizou uma campanha dirigida aos setores populares, acrescentando medidas sociais de proteção dos salários. A candidata teve maior apoio dos homens entre 35 e 49 anos, os mais afetados pela crise. A França, país berço do feminismo, mostra que ela não possui apoio das eleitoras do sexo feminino.

### Nicolas Sarkozy
Nicolas Sarkozy, de 57 anos, era o presidente da França que buscava a reeleição. Eleito em 2007, defendeu seu lema "trabalhar mais para ganhar mais". Seu primeiro mandato foi marcado por crises econômicas, tanto mundialmente quanto na zona do Euro. Durante este período, a França registrou os piores índices de desemprego, 9,3%. O presidente criticou a imigração ilegal, e afirmou que para não enfraquecer o país, poderia tirá-lo do acordo de Schengen, que permite a abertura das fronteiras e a livre circulação de pessoas entre os países signatários. Durante a campanha, Sarkozy declarou que se o socialista François Hollande chegasse ao poder, a França passaria pela mesma crise que atinge a Espanha e a Grécia, culpando os governos socialistas desses locais, e tal atitude irritou o Partido Socialista Operário Espanhol.

### Jean-Luc Mélenchon
Jean-Luc Mélenchon, de 60 anos, é candidato de esquerda nascido no Marrocos e mudou-se para a França com os pais aos 11 anos. Ex-membro do Partido Socialista, ajudou a fundar o partido Frente de Esquerda em 2008. É contra o liberalismo e defende uma Europa na contramão da economia de mercado. Exerce a função de deputado do Parlamento Europeu. Em várias ocasiões, o instituto TNS-Sofres considerou a campanha de Jean-Luc Mélenchon como a que teve "melhor dinâmica" por lotar espaços e locais públicos. Durante a campanha, apesar de não estar entre os dois candidatos mais votados, Mélenchon apresentou uma grande ascensão política, fazendo os maiores comícios com cerca de 100 mil pessoas.
A Frente de Esquerda inclui comunistas, sociais-democratas radicais, ecologistas e trotskistas, uma coligação baseada nas tradições das lutas operárias, sindicais e de movimentos sociais. Jean-Luc Mélenchon cresceu quando iniciou uma luta contra a extrema-direita, recuperando votos de operários perdidos para o discurso xenófobo. Propõe a criação de um salário máximo, a nacionalização do sistema de energia, o aumento do salário mínimo para 17 mil euros.

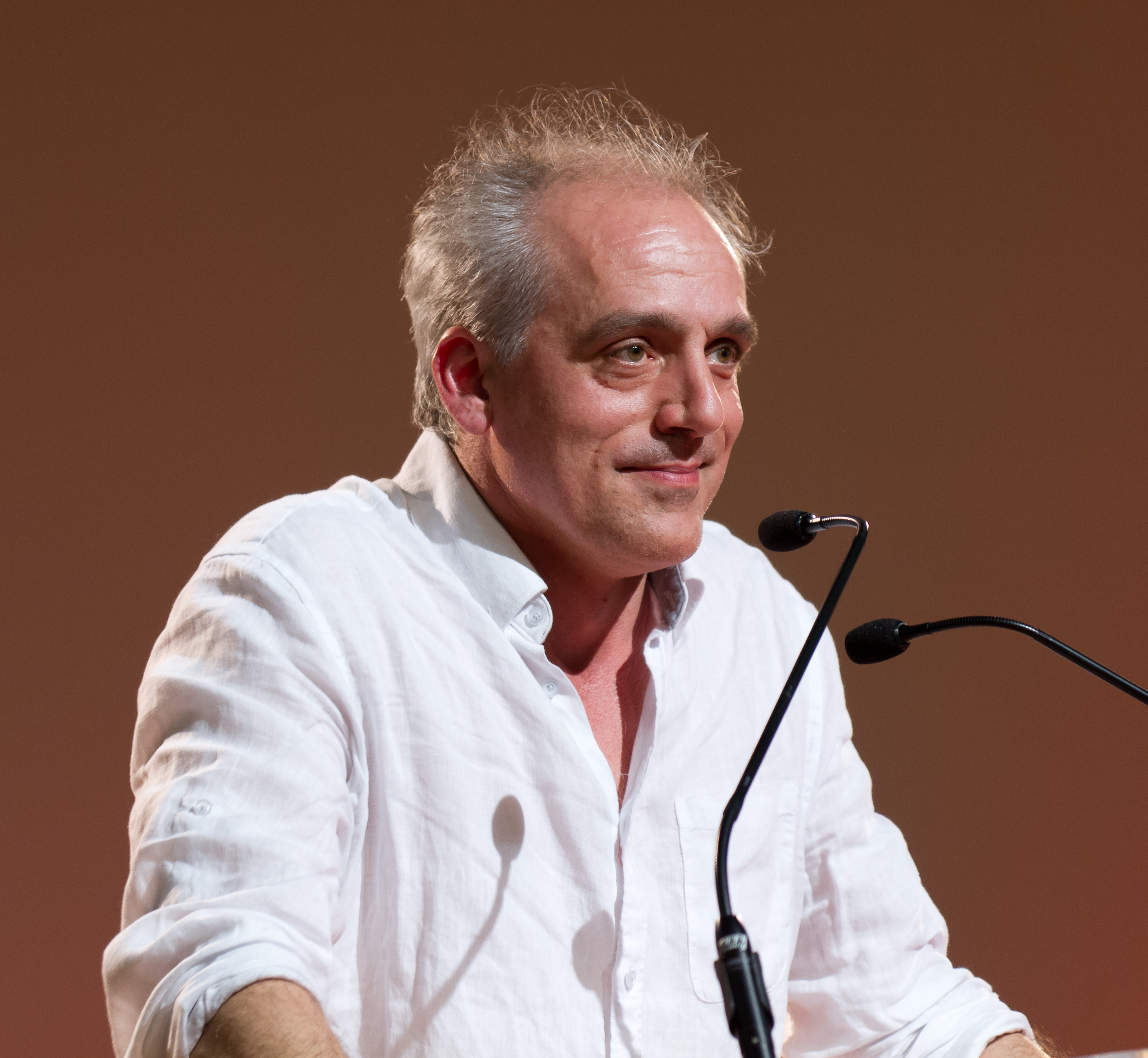
Poutou em Toulouse a 17 de abril de 2012.

### Philippe Poutou
Phlippe Poutou, de 45 anos, é um operário de uma fábrica de automóveis. Candidato pelo partido Novo Partido Anticapitalista, defende o combate ao capitalismo e o liberalismo. Ele acredita na "democracia direta", afirma que, se for eleito, realizará uma "autodissolução, suprimindo a presidência da República", porque é "anormal" que "apenas uma pessoa tenha tanto poder".

### Nathalie Arthaud
Nathalie Arthaud, de 42 anos, é uma professora. Candidata de esquerda pelo partido Luta Operária. Diz não se importar com o resultado, devido que "os momentos eleitorais não são essenciais, o que é fundamental é que o povo saia às ruas". Nathalie Arthaud apresentou um plano para abolir a economia de livre mercado e elogiou a ditadura do proletariado.

### Jacques Cheminade
Jacques Cheminade, de 71 anos, é candidato do partido Solidariedade e Progresso. Considera-se "gaulista de esquerda" e "adversário do mundo das finanças". Foi candidato a presidente em 1995, quando obteve 0,28% dos votos. Jacques Cheminade prometeu colonizar o planeta Marte caso fosse eleito. Além dessa anedota, também comparou o presidente dos Estados Unidos Barack Obama com o ditador nazista alemão Adolf Hitler.

### François Bayrou
François Bayrou, de 60 anos, é candidato centrista. Disputou a Presidência em 2002 obtendo 6,84% dos votos e em 2007, obtendo 18,57% dos votos. Exerce a função de deputado do departamento Pyrénées-Atlantiques, fundou o partido Movimento Democrata. Evita se mostrar como candidato de direita ou de esquerda, por isso é acusado muitas vezes de "ficar em cima do muro" querendo agradar a todos.

### Nicolas Dupont-Aignan
Nicolas Dupont-Aignan, de 52 anos, é um deputado da direita. Defende o gaulismo, a monarquia, o protecionismo, a nacionalização do setor de energia e o abandono do euro. É presidente do partido Levantar a República.

### François Hollande
François Hollande, de 57 anos, é candidato pelo Partido Socialista. Promete uma reforma fiscal para introduzir mais igualdade e defende a retomada do crescimento na Europa. A direita o ataca por sua falta de experiência governamental e alguns criticam suas indecisões. Nunca exerceu um cargo ministerial, sendo deputado de Corrèze e presidente do conselho geral desse departamento. É considerado um político sem carisma, mas vem convencendo o eleitorado. O candidato foi escolhido nas primárias do partido, que pela primeira vez foram abertas. Os resultados da primária socialista foram:
| Candidatos      | Candidatos         | Partido         | Primeiro turno | Primeiro turno | Segundo turno | Segundo turno |
| Candidatos      | Candidatos         | Partido         | Votos          | %              | Votos         | %             |
| --------------- | ------------------ | --------------- | -------------- | -------------- | ------------- | ------------- |
|                 | François Hollande  | PS              | 1 038 188      | 39,17%         | 1 607 268     | 56,57%        |
|                 | Martine Aubry      | PS              | 806 168        | 30,42%         | 1 233 899     | 43,43%        |
|                 | Arnaud Montebourg  | PS              | 455 601        | 17,19%         |               |               |
|                 | Ségolène Royal     | PS              | 184 091        | 6,95%          |               |               |
|                 | Manuel Valls       | PS              | 149 103        | 5,63%          |               |               |
|                 | Jean-Michel Baylet | PRG             | 17 055         | 0,64%          |               |               |
|                 |                    |                 |                |                |               |               |
| Votantes        | Votantes           | Votantes        | 2 661 231      | 100,00         | 2 860 157     | 100,00        |
| Expressos       | Expressos          | Expressos       | 2 650 206      | 99,59          | 2 841 167     | 99,34         |
| Brancos e nulos | Brancos e nulos    | Brancos e nulos | 11 025         | 0,41           | 18 990        | 0,66          |

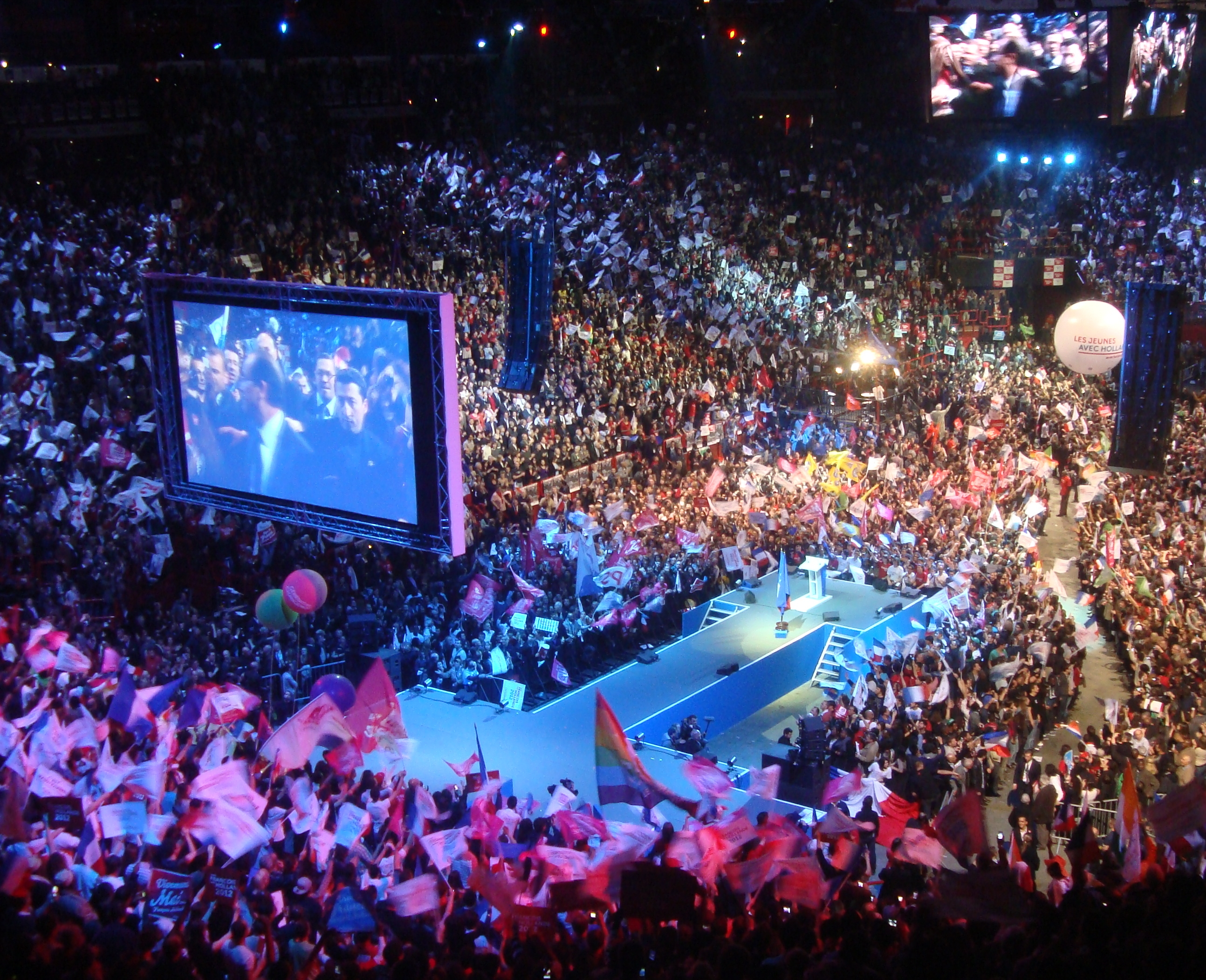
Hollande fazendo campanha no Palais Omnisports de Paris-Bercy a 29 de abril de 2012.

* PRG = Partido Radical de Esquerda, em francês Parti radical de gauche.
Em maio de 2011, Dominique Strauss-Kahn, o então candidato preferido dos socialistas, envolveu-se em escândalos sexuais, o que provocou uma reviravolta no Partido Socialista e fez com que François Hollande fosse escolhido como candidato presidencial pelo Partido Socialista. Hollande criticou o sistema financeiro, de forma a apagar a imagem de homem indeciso que havia sido criada pela oposição. Prometeu aprovar uma reforma fiscal e financeira e aumentar os impostos "aos que mais ganham, aos bancos e às grandes empresas". O PS diz rejeitar um novo tratado europeu proposto por Sarkozy e a chanceler alemã Angela Merkel, privilegiando o crescimento do emprego e reorientando a função do Banco Central Europeu. Promete criar 60 mil empregos no setor da Educação, a criação de um banco público para o financiamento das pequenas e médias empresas, a construção de 2,5 milhões de novos imóveis. Demonstrou a intenção de reduzir a dependência à energia nuclear e investir em energias renováveis. O PS apoia o casamento entre pessoas do mesmo sexo, incluindo o direito à adoção; a legalização da eutanásia; e o direito de voto em eleições locais para os estrangeiros legais que vivam na França há pelo menos cinco anos.

## Sondagens
| Instituto                                          | Datas                                     | Entrevistados                             | Abstenção, branco, nulo                   | Candidatos e a porcentagem de intenção de voto |
| -------------------------------------------------- | ----------------------------------------- | ----------------------------------------- | ----------------------------------------- | --- |
| Janeiro de 2012                                    |                                           |                                           |                                           | |
| Ifop                                               | 4 a 6                                     | 1 163                                     | –                                         | Hollande 28 \| Sarkozy 26 \| Le Pen 19 \| Bayrou 12 \| Mélenchon 6 \| Joly 3 \| Villepin 2,5 \| Morin 1 \| Lepage 0,5 \| Dupont-Aignan 0,5 \| Arthaud 0,5 \| Poutou 0,5 \| Boutin 0,5 \| Chevènement 0 \| Nihous 0       |
| BVA                                                | 6 a 7                                     | 973                                       | 22 %                                      | Hollande 28 \| Sarkozy 24 \| Le Pen 17 \| Bayrou 11 \| Mélenchon 8 \| Villepin 4 \| Joly 4 \| Arthaud 1 \| Lepage 1 \| Chevènement 1 \| Boutin 1 \| Poutou 0 \| Dupont-Aignan 0 \| Morin 0 \| Nihous 0                   |
| CSA                                                | 9 a 10                                    | 1 005[g]                                  | 21 %                                      | Hollande 29 \| Sarkozy 26 \| Le Pen 19 \| Bayrou 13 \| Mélenchon 7 \| Villepin 3 \| Joly 2 \| Boutin 0,5 \| Poutou 0,5 \| Arthaud 0 \| Chevènement 0 \| Dupont-Aignan 0 \| Lepage 0 \| Morin 0                           |
| OpinionWay                                         | 10 a 11                                   | 1 060                                     | 13 %                                      | Hollande 27 \| Sarkozy 25 \| Le Pen 17 \| Bayrou 15 \| Mélenchon 6 \| Joly 3 \| Villepin 2 \| Morin 1 \| Dupont-Aignan 1 \| Poutou 1 \| Lepage 0,5 \| Chevènement 0,5 \| Arthaud 0,5 \| Boutin 0,5                       |
| Ifop                                               | 11 a 13                                   | 1 550[h]                                  | -                                         | Hollande 28 \| Sarkozy 24,5 \| Le Pen 19,5 \| Bayrou 12,5 \| Mélenchon 7,5 \| Joly 2,5 \| Villepin 1,5 \| Morin 1 \| Lepage 1 \| Dupont-Aignan 0,5 \| Chevènement 0,5 \| Poutou 0,5 \| Arthaud 0 \| Boutin 0 \| Nihous 0 |
| LH2                                                | 13 a 14                                   | 966                                       | 20 %                                      | Hollande 30 \| Sarkozy 23,5 \| Le Pen 17 \| Bayrou 14 \| Mélenchon 8,5 \| Joly 3 \| Villepin 2 \| Lepage 0,5 \| Chevènement 0,5 \| Arthaud 0,5 \| Boutin 0,5 \| Morin 0 \| Dupont-Aignan 0 \| Poutou 0                   |
| Ipsos                                              | 13 a 14                                   | 949                                       | 20 %                                      | Hollande 29 \| Sarkozy 23 \| Le Pen 18 \| Bayrou 14 \| Mélenchon 7,5 \| Joly 3 \| Villepin 3 \| Arthaud 1 \| Lepage 0,5 \| Dupont-Aignan 0,5 \| Chevènement 0 \| Morin 0 \| Boutin 0 \| Nihous 0                         |
| BVA                                                | 18 a 19                                   | 974                                       | 8 %                                       | Hollande 30 \| Sarkozy 23 \| Le Pen 18 \| Bayrou 13 \| Mélenchon 7 \| Joly 4 \| Dupont-Aignan 1,5 \| Villepin 1,5 \| Morin 1 \| Arthaud 0,5 \| Boutin 0,5 \| Chevènement 0 \| Lepage 0 \| Poutou 0 \| Nihous 0           |
| Harris                                             | 19 a 22                                   | 1 029                                     | -                                         | Hollande 27 \| Sarkozy 23 \| Le Pen 20 \| Bayrou 14 \| Mélenchon 8 \| Joly 4 \| Dupont-Aignan 1 \| Villepin 1 \| Morin 0,5 \| Arthaud 0,5 \| Boutin 0,5 \| Nihous 0,5 \| Chevènement 0 \| Lepage 0 \| Poutou 0           |
| CSA                                                | 23 a 24                                   | 898                                       | 16 %                                      | Hollande 31 \| Sarkozy 25 \| Le Pen 17 \| Bayrou 15 \| Mélenchon 9 \| Joly 2 \| Villepin 1 \| Arthaud 0 \| Boutin 0 \| Chevènement 0 \| Dupont-Aignan 0 \| Morin 0 \| Lepage 0 \| Nihous 0 \| Poutou 0                   |
| OpinionWay                                         | 23 a 25                                   | 1 087                                     | 13 %                                      | Hollande 27,5 \| Sarkozy 24 \| Le Pen 17 \| Bayrou 14 \| Mélenchon 8 \| Joly 3 \| Boutin 1 \| Dupont-Aignan 1 \| Lepage 1 \| Morin 1 \| Villepin 1 \| Arthaud 0,5 \| Chevènement 0,5 \| Poutou 0,5                       |
| Ifop                                               | 29 a 30                                   | 1 387[g][h]                               | –                                         | Hollande 31 \| Sarkozy 24,5 \| Le Pen 19 \| Bayrou 11,5 \| Mélenchon 7,5 \| Joly 3 \| Villepin 1 \| Arthaud 0,5 \| Chevènement 0,5 \| Dupont-Aignan 0,5 \| Lepage 0,5 \| Nihous 0 \| Poutou 0 \| Boutin 0                |
| TNS Sofres                                         | 30                                        | 1 000[g]                                  | 21 %                                      | Hollande 31,5 \| Sarkozy 26 \| Le Pen 16 \| Bayrou 12 \| Mélenchon 9 \| Joly 3 \| Villepin 1,5 \| Dupont-Aignan 0,5 \| Lepage 0,5 \| Arthaud 0 \| Chevènement 0 \| \| Nihous 0 \| Poutou 0 \| Boutin 0                   |
| BVA                                                | 30 e 31                                   | 1 448[h]                                  | 6 %                                       | Hollande 34 \| Sarkozy 25 \| Le Pen 15 \| Bayrou 12 \| Mélenchon 8 \| Joly 3 \| Villepin 2 \| Dupont-Aignan 1 \| Lepage 0 \| Arthaud 0 \| Chevènement 0 \| Nihous 0 \| Poutou 0 \| Boutin 0                              |
| Fevereiro de 2012                                  |                                           |                                           |                                           | |
| Ifop                                               | 31 a 3                                    | 922[h]                                    | 22 %                                      | Hollande 33 \| Sarkozy 33 \| Bayrou 17 \| Mélenchon 9 \| Joly 3 \| Dupont-Aignan 3 \| Arthaud 1 \| Poutou 1 |
| LH2                                                | 3 a 4                                     | 955[g]                                    | 21 %                                      | Hollande 34 \| Sarkozy 25,5 \| Le Pen 15 \| Bayrou 12 \| Mélenchon 7,5 \| Joly 3 \| Villepin 1,5 \| Arthaud 1 \| Lepage 0,3 \| Boutin 0,2 \| Morin 0                                                                     |
| BVA                                                | 3 e 4                                     | 968[h]                                    | 9 %                                       | Hollande 34 \| Sarkozy 25 \| Le Pen 16 \| Bayrou 14 \| Mélenchon 7 \| \| Joly 2 \| Villepin 1 \| Arthaud 0 \| Dupont-Aignan 0 \| Boutin 0 \| Cheminade 0 \| Lepage 0 \| Morin 0 \| Nihous 0 \| Poutou 0                  |
| BVA                                                | 3 e 4                                     | 968[h]                                    | 11 %                                      | Hipóteses sem Marine Le Pen : Hollande 37 \| Sarkozy 29 \| Bayrou 18 \| Mélenchon 8 \| Joly 3 \| Villepin 3 \| Arthaud 1 \| Dupont-Aignan 1 \| Boutin 0 \| Cheminade 0 \| Lepage 0 \| Morin 0 \| Nihous 0 \| Poutou 0    |
| Ipsos                                              | 3 a 4                                     | 953                                       | 16 %                                      | Hollande 32 \| Sarkozy 25 \| Le Pen 16 \| Bayrou 12,5 \| Mélenchon 8,5 \| Joly 2 \| Villepin 2 \| Arthaud 1 \| Poutou 0,5 \| Lepage 0 \| Dupont-Aignan 0 \| Boutin 0 \| Nihous 0                                         |
| Ipsos                                              | 3 a 4                                     | 953                                       | 19 %                                      | Hipóteses sem Marine Le Pen : Hollande 33,5 \| Sarkozy 28,5 \| Bayrou 16 \| Mélenchon 10 \| Arthaud 3 \| Joly 3 \| Villepin 2 \| Dupont-Aignan 1,5 \| Poutou 1 \| Morin 0,5 \| Boutin 0,5 \| Lepage 0 \| Nihous 0        |
| CSA                                                | 6 a 7                                     | 869[g]                                    | 16 %                                      | Hollande 30 \| Sarkozy 26 \| Le Pen 17,5 \| Bayrou 13 \| Mélenchon 8 \| Joly 2 \| Dupont-Aignan 1 \| Villepin 1 \| Arthaud 0,5 \| Boutin 0,5 \| Poutou 0,5 \| Lepage 0 \| Morin 0 Nihous 0                               |
| OpinionWay                                         | 6 a 8                                     | 1 346[h]                                  | 14 %                                      | Hollande 29 \| Sarkozy 25,5 \| Le Pen 18 \| Bayrou 13 \| Mélenchon 7 \| Joly 3 \| Villepin 1 \| Arthaud 0,5 \| Boutin 0,5 \| Dupont-Aignan 0,5 \| Lepage 0,5 \| Morin 0,5 \| Nihous 0,5 \| Poutou 0,5                    |
| Ifop                                               | 9 a 12                                    | 1 723                                     | -                                         | Hollande 30 \| Sarkozy 25 \| Le Pen 17,5 \| Bayrou 12,5 \| Mélenchon 8,5 \| Joly 3 \| Villepin 2 \| Dupont-Aignan 0,5 \| Lepage 0,5 \| Poutou 0,5 \| Arthaud 0 \| Morin 0 \| Nihous 0                                    |
| Harris                                             | 9 a 13                                    | 954[h]                                    | -                                         | Hollande 28 \| Sarkozy 24 \| Le Pen 20 \| Bayrou 13 \| Mélenchon 8 \| Joly 4 \| Dupont-Aignan 1 \| Lepage 1 \| Villepin 1 \| Arthaud 0 \| Boutin 0 \| Morin 0 \| Nihous 0 \| Poutou 0                                    |
| BVA                                                | 15 e 16                                   | 949[h]                                    | 4 %                                       | Hollande 31 \| Sarkozy 26 \| Le Pen 15 \| Bayrou 13 \| Mélenchon 9 \| Joly 3 \| Villepin 2 \| Dupont-Aignan 1 \| Arthaud 0 \| Cheminade 0 \| Lepage 0 \| Morin 0 \| Nihous 0 \| Poutou 0                                 |
| LH2                                                | 17 e 18                                   | 967[g]                                    | 18 %                                      | Hollande 32 \| Sarkozy 26 \| Le Pen 14 \| Bayrou 13 \| Mélenchon 8 \| Joly 3 \| Villepin 1,5 \| Arthaud 1 \| Dupont-Aignan 0,5 \| Nihous 0,5 \| Lepage 0,5 \| Poutou 0                                                   |
| OpinionWay                                         | 17 a 18                                   | 975[h]                                    | 12 %                                      | Hollande 29 \| Sarkozy 27 \| Le Pen 16,5 \| Bayrou 13 \| Mélenchon 8 \| Joly 2 \| Villepin 2 \| Arthaud 0,5 \| Dupont-Aignan 0,5 \| Lepage 0,5 \| Poutou 0,5                                                             |
| Ipsos                                              | 17 e 18                                   | 969[g]                                    | 14 %                                      | Hollande 32 \| Sarkozy 25 \| Le Pen 16 \| Bayrou 11 \| Mélenchon 9 \| Joly 3 \| Villepin 1,5 \| Lepage 1 \| Arthaud 0,5 \| Dupont-Aignan 0,5 \| Poutou 0,5 \| Nihous 0                                                   |
| CSA                                                | 20                                        | 891[g]                                    | 17 %                                      | Hollande 28 \| Sarkozy 27 \| Le Pen 17 \| Bayrou 11 \| Mélenchon 9 \| Joly 3 \| Villepin 2 \| Dupont-Aignan 1,5 \| Arthaud 0,5 \| Lepage 0,5 \| Nihous 0,5 \| Poutou 0                                                   |
| Ipsos                                              | 24 e 25                                   | 959[g]                                    | 11 %                                      | Hollande 31,5 \| Sarkozy 27 \| Le Pen 16 \| Bayrou 11,5 \| Mélenchon 8 \| Joly 2,5 \| Dupont-Aignan 1 \| Villepin 1 \| Arthaud 0,5 \| Lepage 0,5 \| Poutou 0,5                                                           |
| Ifop                                               | 23 a 26                                   | 1 723[g]                                  | -                                         | Hollande 28,5 \| Sarkozy 27 \| Le Pen 17 \| Bayrou 12,5 \| Mélenchon 8,5 \| Joly 3 \| Dupont-Aignan 1 \| Villepin 1 \| Arthaud 0,5 \| Lepage 0,5 \| Poutou 0,5                                                           |
| TNS Sofres                                         | 27                                        | 1 000[g]                                  | 22 %                                      | Hollande 30 \| Sarkozy 28 \| Le Pen 17 \| Bayrou 10,5 \| Mélenchon 9,5 \| Joly 2,5 \| Lepage 1 \| Villepin 1 \| Cheminade 0,5 \| Arthaud 0 \| Dupont-Aignan 0 \| Poutou 0                                                |
| Março de 2012                                      |                                           |                                           |                                           | |
| LH2                                                | 2 e 3                                     | 971[g]                                    | 20 %                                      | Hollande 30,5 \| Sarkozy 23 \| Bayrou 15 \| Le Pen 15 \| Mélenchon 8,5 \| Joly 4,5 \| Arthaud 1 \| Poutou 1 \| Villepin 1 \| Dupont-Aignan 0,5 \| Lepage 0                                                               |
| BVA                                                | 2 e 3                                     | 963[h]                                    | 11 %                                      | Hollande 33 \| Sarkozy 25 \| Le Pen 14 \| Bayrou 13 \| Mélenchon 8 \| Joly 2 \| Villepin 2 \| Arthaud 1 \| Dupont-Aignan 1 \| Poutou 1 \| Cheminade 0 \| Lepage 0                                                        |
| Ipsos                                              | 2 e 3                                     | 966[g]                                    | 13 %                                      | Hollande 29,5 \| Sarkozy 25 \| Le Pen 17,5 \| Bayrou 12,5 \| Mélenchon 9,5 \| Joly 2 \| Villepin 1,5 \| Dupont-Aignan 1 \| Arthaud 0,5 \| Lepage 0,5 \| Poutou 0,5                                                       |
| CSA                                                | 5                                         | 888[g]                                    | 17 %                                      | Hollande 30 \| Sarkozy 28 \| Le Pen 15 \| Bayrou 13 \| Mélenchon 10 \| Joly 2 \| Villepin 1,5 \| Lepage 0,5 \| Dupont-Aignan 0 \| Arthaud 0 \| Poutou 0                                                                  |
| Harris                                             | 1 a 5                                     | 975[h]                                    | -                                         | Hollande 27 \| Sarkozy 25 \| Le Pen 18 \| Bayrou 13 \| Mélenchon 9 \| Joly 3 \| Arthaud 1 \| Dupont-Aignan 1 \| Lepage 1 \| Poutou 1 \| Villepin 1                                                                       |
| OpinionWay                                         | 5 a 7                                     | 1 221[h]                                  | 11 %                                      | Hollande 29 \| Sarkozy 26 \| Le Pen 17 \| Bayrou 13 \| Mélenchon 8 \| Joly 3 \| Villepin 1,5 \| Dupont-Aignan 1 \| Arthaud 0,5 \| Lepage 0,5 \| Poutou 0,5                                                               |
| Ifop                                               | 11 a 12                                   | 1 638[h][g]                               | -                                         | Sarkozy 28,5 \| Hollande 27 \| Le Pen 16 \| Bayrou 13 \| Mélenchon 10 \| Joly 2,5 \| Dupont-Aignan 1 \| Villepin 1 \| Arthaud 0,5 \| Lepage 0,5 \| Cheminade 0 \| Poutou 0                                               |
| TNS Sofres                                         | 12                                        | 1 000[h]                                  | 20 %                                      | Hollande 30 \| Sarkozy 26 \| Le Pen 16 \| Bayrou 11,5 \| Mélenchon 10 \| Joly 3 \| Villepin 1,5 \| Dupont-Aignan 1 \| Arthaud 0,5 \| Poutou 0,5 \| Cheminade 0 \| Lepage 0                                               |
| CSA                                                | 12 a 13                                   | 861[h]                                    | 14 %                                      | Hollande 28 \| Sarkozy 28 \| Le Pen 16 \| Bayrou 13 \| Mélenchon 11 \| Dupont-Aignan 1 \| Joly 1 \| Villepin 1 \| Arthaud 0,5 \| Lepage 0,5 \| Cheminade 0 \| Poutou 0                                                   |
| OpinionWay                                         | 14 a 15                                   | 1 183[g]                                  | 9 %                                       | Hollande 27,5 \| Sarkozy 27,5 \| Le Pen 16 \| Bayrou 13 \| Mélenchon 10 \| Joly 2 \| Dupont-Aignan 1 \| Poutou 1 \| Villepin 1 \| Arthaud 0,5 \| Lepage 0,5                                                              |
| Ifop                                               | 16 a 17                                   | 961[g]                                    | -                                         | Sarkozy 27,5 \| Hollande 27 \| Le Pen 17,5 \| Bayrou 13 \| Mélenchon 11 \| Joly 2,5 \| Arthaud 0,5 \| Dupont-Aignan 0,5 \| Poutou 0,5 \| Cheminade 0                                                                     |
| Ipsos                                              | 16 e 17                                   | 950[g]                                    | 16 %                                      | Hollande 28,5 \| Sarkozy 27,5 \| Le Pen 15 \| Bayrou 13 \| Mélenchon 11,5 \| Joly 2 \| Dupont-Aignan 1,5 \| Poutou 0,5 \| Arthaud 0,5 \| Cheminade 0                                                                     |
| LH2                                                | 16 e 17                                   | 962[g]                                    | 19 %                                      | Hollande 30,5 \| Sarkozy 27,5 \| Le Pen 14,5 \| Bayrou 12,5 \| Mélenchon 11 \| Joly 2,5 \| Dupont-Aignan 1 \| Poutou 1 \| Arthaud 0 \| Cheminade 0                                                                       |
| Harris                                             | 15 a 19                                   | 1 097[h]                                  | -                                         | Hollande 28 \| Sarkozy 27 \| Le Pen 16 \| Bayrou 12 \| Mélenchon 11 \| Joly 3 \| Dupont-Aignan 1 \| Poutou 1 \| Arthaud 0,5 \| Lepage 0,5 \| Cheminade 0                                                                 |
| CSA                                                | 19 a 20                                   | 888[g]                                    | 10 %                                      | Sarkozy 30 \| Hollande 28 \| Le Pen 13,5 \| Bayrou 13 \| Mélenchon 13 \| Joly 2 \| Dupont-Aignan 0,5 \| Poutou 0 \| Arthaud 0 \| Cheminade 0                                                                             |
| A partir da campanha oficial (20 de março de 2012) |                                           |                                           |                                           | |
| BVA                                                | 21 a 22                                   | 926[g],[h]                                | 4 %                                       | Hollande 29,5 \| Sarkozy 28 \| Mélenchon 14 \| Le Pen 13 \| Bayrou 12 \| Joly 2 \| Dupont-Aignan 1,5 \| Poutou 0 \| Arthaud 0 \| Cheminade 0                                                                             |
| Ipsos                                              | 23 a 24                                   | 978[g]                                    | 12 %                                      | Hollande 28 \| Sarkozy 27,5 \| Le Pen 16 \| Mélenchon 13 \| Bayrou 11,5 \| Joly 2 \| Dupont-Aignan 1 \| Poutou 0,5 \| Arthaud 0,5 \| Cheminade 0                                                                         |
| Ifop                                               | 22 a 25                                   | 1 769[h]                                  | -                                         | Sarkozy 28,5 \| Hollande 27 \| Le Pen 15,5 \| Mélenchon 13 \| Bayrou 11,5 \| Joly 2 \| Dupont-Aignan 1 \| Poutou 0,5 \| Arthaud 0,5 \| Cheminade 0,5                                                                     |
| Harris                                             | 22 a 26                                   | 1 231[h]                                  | -                                         | Sarkozy 28 \| Hollande 27 \| Le Pen 16 \| Mélenchon 13 \| Bayrou 11 \| Joly 3 \| Dupont-Aignan 1 \| Poutou 0,5 \| Arthaud 0,5 \| Cheminade 0                                                                             |
| CSA                                                | 26 a 27                                   | 876[g]                                    | 14 %                                      | Sarkozy 30 \| Hollande 26 \| Le Pen 15 \| Mélenchon 12,5 \| Bayrou 12,5 \| Joly 2,5 \| Dupont-Aignan 0,5 \| Poutou 0,5 \| Arthaud 0,5 \| Cheminade 0                                                                     |
| OpinionWay                                         | 26 a 27                                   | 1 448[h]                                  | 9 %                                       | Sarkozy 28 \| Hollande 27 \| Le Pen 17 \| Bayrou 12 \| Mélenchon 11 \| Joly 2 \| Dupont-Aignan 1 \| Arthaud 1 \| Cheminade 0,5 \| Poutou 0,5                                                                             |
| TNS Sofres                                         | 26 a 27                                   | 1 000[g]                                  | 22 %                                      | Sarkozy 29 \| Hollande 28 \| Le Pen 15 \| Mélenchon 13,5 \| Bayrou 10 \| Joly 2 \| Dupont-Aignan 1 \| Arthaud 0,5 \| Poutou 0,5 \| Cheminade 0                                                                           |
| BVA                                                | 29 a 31                                   | 2 555[g],[h]                              | 7 %                                       | Hollande 28 \| Sarkozy 27 \| Le Pen 15 \| Mélenchon 14 \| Bayrou 11 \| Joly 2 \| Arthaud 1 \| Dupont-Aignan 1 \| Poutou 1 \| Cheminade 0                                                                                 |
| LH2                                                | 30 a 31                                   | 973[g]                                    | 17 %                                      | Hollande 28,5 \| Sarkozy 27,5 \| Mélenchon 15 \| Le Pen 13,5 \| Bayrou 12 \| Joly 2 \| Dupont-Aignan 0,5 \| Arthaud 0,5 \| Poutou 0,5 \| Cheminade 0                                                                     |
| Ipsos                                              | 30 a 31                                   | 881[g]                                    | 11 %                                      | Sarkozy 29,5 \| Hollande 27,5 \| Mélenchon 14,5 \| Le Pen 14 \| Bayrou 10 \| Joly 2 \| Arthaud 1 \| Dupont-Aignan 1 \| Poutou 0,5 \| Cheminade 0                                                                         |
| Abril de 2012                                      |                                           |                                           |                                           | |
| Harris                                             | 29 a 2                                    | 1 059[h]                                  | -                                         | Sarkozy 29 \| Hollande 26 \| Le Pen 16 \| Mélenchon 14 \| Bayrou 10 \| Joly 3 \| Dupont-Aignan 1 \| Arthaud 0,5 \| Poutou 0,5 \| Cheminade 0                                                                             |
| CSA                                                | 2 e 3                                     | 884[g]                                    | -                                         | Sarkozy 30 \| Hollande 29 \| Mélenchon 15 \| Le Pen 13 \| Bayrou 10 \| Joly 1,5 \| Arthaud 0,5 \| Dupont-Aignan 0,5 \| Poutou 0,5 \| Cheminade 0                                                                         |
| OpinionWay                                         | 3 e 4                                     | 969[h]                                    | 9 %                                       | Sarkozy 28,5 \| Hollande 26 \| Le Pen 16 \| Mélenchon 14 \| Bayrou 11 \| Joly 2 \| Dupont-Aignan 1 \| Poutou 1 \| Arthaud 0,5 \| Cheminade 0                                                                             |
| Harris                                             | 3 a 6                                     | 1 033[h]                                  | -                                         | Sarkozy 28 \| Hollande 27 \| Le Pen 16 \| Mélenchon 13 \| Bayrou 10 \| Joly 3 \| Arthaud 1 \| Dupont-Aignan 1 \| Poutou 1 \| Cheminade 0                                                                                 |
| Ifop                                               | 5 a 7                                     | 1 869[g]                                  | -                                         | Sarkozy 28,5 \| Hollande 27 \| Le Pen 16,5 \| Mélenchon 14 \| Bayrou 9,5 \| Joly 2,5 \| Dupont-Aignan 1 \| Arthaud 0,5 \| Poutou 0,5 \| Cheminade 0                                                                      |
| Ipsos                                              | 6 e 7                                     | 955[g]                                    | 10 %                                      | Sarkozy 29 \| Hollande 28,5 \| Le Pen 15 \| Mélenchon 14,5 \| Bayrou 9,5 \| Joly 1,5 \| Dupont-Aignan 1 \| Arthaud 0,5 \| Poutou 0,5 \| Cheminade 0                                                                      |
| OpinionWay                                         | 10 e 11                                   | 1 007[h]                                  | 12 %                                      | Sarkozy 28 \| Hollande 27 \| Le Pen 16 \| Mélenchon 13 \| Bayrou 10 \| Joly 2,5 \| Dupont-Aignan 2 \| Arthaud 1 \| Poutou 1 \| Cheminade 0                                                                               |
| LH2[ligação inativa]                               | 10 e 11                                   | 977[g]                                    | 10 %                                      | Hollande 29,5 \| Sarkozy 27 \| Le Pen 14 \| Mélenchon 13 \| Bayrou 10,5 \| Joly 2,5 \| Dupont-Aignan 1,5 \| Arthaud 0,5 \| Poutou 0,5 \| Cheminade 0                                                                     |
| CSA                                                | 10 e 11                                   | 1 013[g]                                  | -                                         | Hollande 27 \| Sarkozy 26 \| Mélenchon 17 \| Le Pen 15 \| Bayrou 11 \| Joly 1,5 \| Dupont-Aignan 1 \| Arthaud 0,5 \| Cheminade 0,5 \| Poutou 0,5                                                                         |
| BVA                                                | 11 e 12                                   | 885[g]                                    | -                                         | Hollande 30 \| Sarkozy 27 \| Le Pen 15 \| Mélenchon 13 \| Bayrou 11 \| Joly 2 \| Arthaud 0,5 \| Cheminade 0,5 \| Dupont-Aignan 0,5 \| Poutou 0,5                                                                         |
| TNS Sofres                                         | 11 e 12                                   | 1 000[g]                                  | 27 %                                      | Hollande 28 \| Sarkozy 26 \| Le Pen 16 \| Mélenchon 16 \| Bayrou 9 \| Joly 2,5 \| Arthaud 1 \| Dupont-Aignan 1 \| Poutou 0,5 \| Cheminade 0                                                                              |
| Ipsos                                              | 13 e 14                                   | 894[g]                                    | 14 %                                      | Hollande 27 \| Sarkozy 27 \| Le Pen 15,5 \| Mélenchon 14,5 \| Bayrou 10 \| Joly 2,5 \| Arthaud 1 \| Dupont-Aignan 1 \| Poutou 1 \| Cheminade 0,5                                                                         |
| Ifop                                               | 12 a 15                                   | 1808[g],[h]                               | -                                         | Hollande 28 \| Sarkozy 27 \| Le Pen 15,5 \| Mélenchon 14,5 \| Bayrou 9,5 \| Joly 3 \| Dupont-Aignan 1 \| Poutou 1 \| Arthaud 0,5 \| Cheminade 0                                                                          |
| Harris                                             | 12 a 16                                   | 991[h]                                    | -                                         | Sarkozy 28 \| Hollande 27 \| Le Pen 17 \| Mélenchon 12 \| Bayrou 11 \| Joly 2 \| Dupont-Aignan 1,5 \| Poutou 1 \| Arthaud 0,5 \| Cheminade 0                                                                             |
| CSA                                                | 16 e 17                                   | 886[g]                                    | -                                         | Hollande 29 \| Sarkozy 24 \| Le Pen 17 \| Mélenchon 15 \| Bayrou 10 \| Joly 2 \| Dupont-Aignan 1,5 \| Poutou 1 \| Arthaud 0,5 \| Cheminade 0                                                                             |
| BVA                                                | 16 e 17                                   | 1181[h]                                   | -                                         | Hollande 29,5 \| Sarkozy 27,5 \| Le Pen 14 \| Mélenchon 13 \| Bayrou 12 \| Joly 2 \| Dupont-Aignan 1 \| Poutou 1 \| Arthaud 0 \| Cheminade 0                                                                             |
| OpinionWay                                         | 16 e 17                                   | 1002[h]                                   | 8 %                                       | Hollande 27,5 \| Sarkozy 27,5 \| Le Pen 16 \| Mélenchon 13 \| Bayrou 10 \| Joly 2 \| Poutou 2 \| Dupont-Aignan 1,5 \| Arthaud 0,5 \| Cheminade 0                                                                         |
| LH2                                                | 17 e 18                                   | 956[g]                                    | 28 %                                      | Hollande 27 \| Sarkozy 26,5 \| Le Pen 15,5 \| Mélenchon 15 \| Bayrou 10 \| Joly 2,5 \| Dupont-Aignan 1,5 \| Arthaud 1 \| Poutou 1 \| Cheminade 0                                                                         |
| CSA                                                | 18 e 19                                   | 1005[g]                                   | -                                         | Hollande 28 \| Sarkozy 25 \| Le Pen 16 \| Mélenchon 14,5 \| Bayrou 10,5 \| Joly 2 \| Dupont-Aignan 1,5 \| Poutou 1,5 \| Arthaud 1 \| Cheminade 0                                                                         |
| BVA                                                | 18 e 19                                   | 2161[g],[h]                               | 5 %                                       | Hollande 30 \| Sarkozy 26,5 \| Le Pen 14 \| Mélenchon 14 \| Bayrou 10 \| Dupont-Aignan 2 \| Joly 2 \| Poutou 1,5 \| Arthaud 0 \| Cheminade 0                                                                             |
| Ipsos                                              | 18 e 19                                   | 1021[g]                                   | 14 %                                      | Hollande 29 \| Sarkozy 25,5 \| Le Pen 16 \| Mélenchon 14 \| Bayrou 10 \| Joly 2 \| Dupont-Aignan 1,5 \| Poutou 1,5 \| Cheminade 0,5 \| Arthaud 0                                                                         |
| Harris                                             | 18 a 19                                   | 1 068[h]                                  | -                                         | Hollande 27,5 \| Sarkozy 26,5 \| Le Pen 16 \| Mélenchon 12 \| Bayrou 11 \| Joly 3 \| Dupont-Aignan 2 \| Poutou 1,5 \| Arthaud 0,5 \| Cheminade 0                                                                         |
| TNS Sofres                                         | 18 e 19                                   | 1 000[g]                                  | -                                         | Hollande 27 \| Sarkozy 27 \| Le Pen 17 \| Mélenchon 13 \| Bayrou 10 \| Joly 3 \| Dupont-Aignan 2 \| Poutou 1 \| Arthaud 0 \| Cheminade 0                                                                                 |
| Resultados oficiais (22 de abril de 2012)          | Resultados oficiais (22 de abril de 2012) | Resultados oficiais (22 de abril de 2012) | Resultados oficiais (22 de abril de 2012) | Hollande 28,63 \| Sarkozy 27,18 \| Le Pen 17,90 \| Mélenchon 11,11 \| Bayrou 9,13 \| Joly 2,31 \| Dupont-Aignan 1,79 \| Poutou 1,15 \| Arthaud 0,56 \| Cheminade 0,25                                                    |

Notas
- g Sondagem realizada por telefone.
- h Sondagem realizada por Internet.

| Instituto                                   | Data             | Entrevistados | Abstenção, branco, nulo |                 |                   |
| ------------------------------------------- | ---------------- | ------------- | ----------------------- | --------------- | ----------------- |
| Instituto                                   | Data             | Entrevistados | Abstenção, branco, nulo |                 |                   |
| Instituto                                   | Data             | Entrevistados | Abstenção, branco, nulo | Nicolas Sarkozy | François Hollande |
| Após o primeiro turno (22 de abril de 2012) |                  |               |                         |                 |                   |
| Ifop                                        | 22 de abril      | 1 004         | -                       | 45,5 %          | 54,5 %            |
| OpinionWay                                  | 22 de abril      | 7 900         | -                       | 46 %            | 54 %              |
| Ipsos                                       | 22 de abril      | 1 090         | -                       | 46 %            | 54 %              |
| CSA                                         | 22 de abril      | 1 009         | -                       | 44 %            | 56 %              |
| BVA                                         | 22 de abril      | 678           | -                       | 47 %            | 53 %              |
| Harris                                      | 22 de abril      | 1 088         | -                       | 46 %            | 54 %              |
| OpinionWay                                  | 23 e 24 de abril | 1 227         | 15 %                    | 46 %            | 54 %              |
| TNS Sofres                                  | 24 e 25 de abril | 1 000         | 27 %                    | 45 %            | 55 %              |
| CSA                                         | 24 e 25 de abril | 1 009         | -                       | 46 %            | 54 %              |
| BVA                                         | 24 e 25 de abril | 1 467         | -                       | 45,5 %          | 54,5 %            |
| Harris                                      | 25 e 26 de abril | 1 032         | -                       | 45 %            | 55 %              |
| LH2                                         | 27 e 28 de abril | 958           | -                       | 46 %            | 54 %              |
| Ipsos                                       | 27 e 28 de abril | 988           | -                       | 47 %            | 53 %              |
| Ifop                                        | 27 e 29 de abril | 1 962         | -                       | 46 %            | 54 %              |
| BVA                                         | 30 e 1 de maio   | 1 387         | -                       | 46,5 %          | 53,5 %            |
| LH2                                         | 30 a 2 de maio   | 1 565         | -                       | 47 %            | 53 %              |
| OpinionWay                                  | 2 a 3 de maio    | 2 101         | -                       | 47,5 %          | 52,5 %            |
| Harris                                      | 2 e 3 de maio    | 1 072         | -                       | 47 %            | 53 %              |
| BVA                                         | 3 de maio        | 2 161         | -                       | 47,5 %          | 52,5 %            |
| Ipsos                                       | 3 de maio        | 1 018         | -                       | 47,5 %          | 52,5 %            |
| CSA                                         | 3 de maio        | 1 002         | -                       | 47 %            | 53 %              |
| TNS Sofres[ligação inativa]                 | 3 de maio        | 1 000         | -                       | 46,5 %          | 53,5 %            |

## Resultados

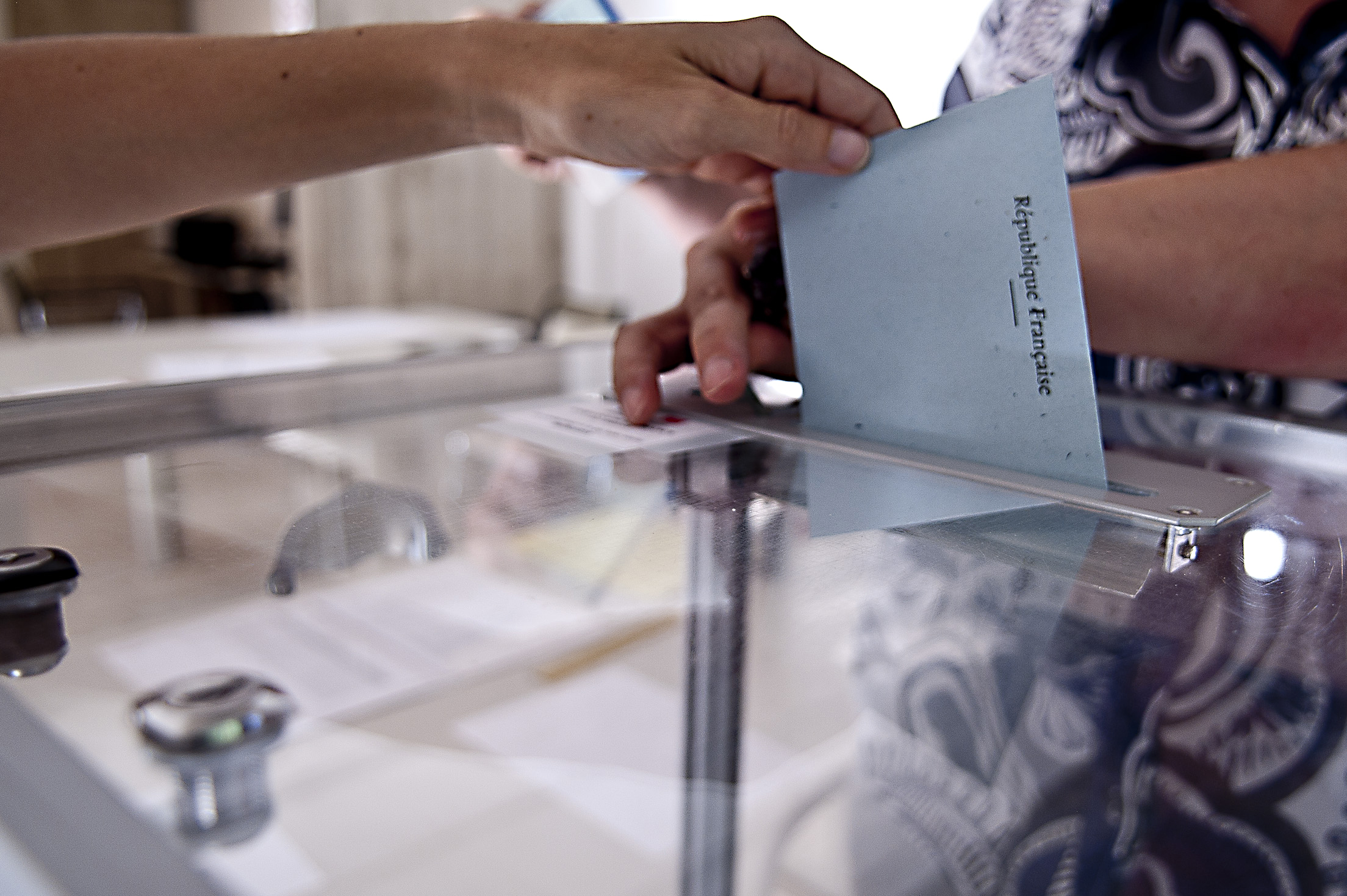
Os franceses que vivem no Brasil se dirigiram para à embaixada a fim de participar da eleição. Na foto, um francês votando em Brasília no primeiro turno.

Resultados da eleição do primeiro turno por comunas

Resultados da eleição do primeiro turno por departamento

Candidato vencedor nos outros países em primeiro turno:

Candidato vencedor nos outros países em segundo turno:

Resultados da eleição do segundo turno por comunas

| Candidato               | Candidato               | Partidos apoiantes      | 1ª Volta   | 1ª Volta | 2ª Volta   | 2ª Volta |
| Candidato               | Candidato               | Partidos apoiantes      | Votos      | %        | Votos      | %        |
| ----------------------- | ----------------------- | ----------------------- | ---------- | -------- | ---------- | -------- |
|                         | François Hollande       | PS e PRG                | 10 272 705 | 28,63    | 18 000 668 | 51,64    |
|                         | Nicolas Sarkozy         | UMP                     | 9 753 629  | 27,18    | 16 860 685 | 48,36    |
|                         | Marine Le Pen           | FN                      | 6 421 426  | 17,90    |            |          |
|                         | Jean-Luc Mélenchon      | FG                      | 3 984 822  | 11,10    |            |          |
|                         | François Bayrou         | MoDem                   | 3 275 122  | 9,13     |            |          |
|                         | Eva Joly                | EE-LV                   | 828 345    | 2,31     |            |          |
|                         | Nicolas Dupont-Aignan   | DLR                     | 643 907    | 1,79     |            |          |
|                         | Philippe Poutou         | NPA                     | 411 160    | 1,15     |            |          |
|                         | Nathalie Arthaud        | LO                      | 202 548    | 0,56     |            |          |
|                         | Jacques Cheminade       | SP                      | 89 545     | 0,25     |            |          |
| Votos Inválidos         | Votos Inválidos         | Votos Inválidos         | 701 190    | 1,92     | 2 154 956  | 5,82     |
| Total                   | Total                   | Total                   | 36 584 399 | 100      | 37 016 309 | 100      |
| Eleitorado/Participação | Eleitorado/Participação | Eleitorado/Participação | 46 028 542 | 79,48    | 46 066 307 | 80,35    |
| Fonte                   | Fonte                   | Fonte                   | [ 31 ]     | [ 31 ]   | [ 31 ]     | [ 31 ]   |